# Цой Володимир Васильович
Володимир Васильович Цой (5 квітня 1935, село Сомудон, тепер Октябрського району Приморського краю, Російська Федерація — ?) — радянський діяч, голова правління колгоспу імені Крупської Талди-Курганського району Талди-Курганської області Казахської РСР. Член ЦК КПРС у 1990—1991 роках.

## Життєпис
У 1960 році закінчив Рязанський сільськогосподарський інститут.
У 1960—1968 роках — головний зоотехнік радгоспу «Коксу» Гвардійського району Талди-Курганської області Казахської РСР.
Член КПРС з 1964 року.
У 1968—1978 роках — директор радгоспу «Коксу» Гвардійського району Талди-Курганської області Казахської РСР.
У 1978—1979 роках — головний зоотехнік «Головживпрому» Міністерства сільського господарства Казахської РСР.
У 1979—1980 роках — директор Талди-Курганського обласного спеціалізованого господарського об'єднання із дорощування, відгодівлі і заготівель худоби.
У 1980—1982 роках — 1-й заступник начальника управління сільського господарства виконавчого комітету Талди-Курганської обласної ради народних депутатів Казахської РСР.
З 1982 року — голова правління колгоспу імені Крупської Талди-Курганського району Талди-Курганської області Казахської РСР.
Подальша доля невідома.